# عبد الفتاح الوسيع
عبد الفتاح الوسيع (31 ديسمبر 1938 - 15 أغسطس 2021) هو إعلامي ليبي. مثّل في فيلم الرسالة.

## سيرته
- ولد في مدينة بنغازي عام 1938، وتحصل على بكالوريوس الاقتصاد من الجامعة الليبية عام 1963.[2]
- انتقل رسمياً للإذاعة عام 1967. ثم ذهب إلى لندن لدراسة الفنون الإذاعية المرئية، وعمل مراقباً للبرامج المرئية في التلفزيون الليبي الذي انطلق في 24 ديسمبر 1968، وعمل في القناة 5 بنغازي.[3]
- انتسب للفرقة العالمية للمسرح (ITG)، وشارك في تقديم أعمال شكسبير، وأوسكار وايلد، وغيرهم. كما التحق بالمسرح القومي (حالياً المسرح الوطني في ليبيا). شارك أيضاً في تمثيل مسرحيتين عُرضتا في القاهرة، وهما زيارة السيدة العجوز، والقاعدة والاستثناء.[3]
- مثّل في فيلم الرسالة عام 1976، ورغم أن جميع المصادر تتفق على أنه أدّي دور زعيم الأنصار سعد بن عبادة،[1][2][3] لكنه في الواقع أدي دور صحابيٍ أنصاريٍ آخر هو عبادة بن الصامت.
- أُعير كمذيع في محطة BBC المسموعة عام 1978.[3]
- علّق على فيلم أسد الصحراء (عمر المختار) في بداية الفيلم، وفي نهايته.[3]
- علّق على حوالي 50 فيلماً وثائقياً، من بينها العالم في حرب، والعالم حي.[3]
- توفي في بنغازي في 15 أغسطس 2021.[2]

## مصدر
1. 1 2  الإعلامي والمذيع والممثل الليبي/ عبد الفتاح الوسيع في ذمة الله. نسخة محفوظة 26 أغسطس 2021 على موقع واي باك مشين.
2. 1 2 3  رحيل الإذاعي الليبي عبدالفتاح الوسيع. نسخة محفوظة 2021-08-15 على موقع واي باك مشين.
3. 1 2 3 4 5 6  إكتشف 20 معلومة عن الممثل عبد الفتاح الوسيع. نسخة محفوظة 2020-11-25 على موقع واي باك مشين.

## وصلات خارجية
- عبد الفتاح الوسيع على موقع قاعدة بيانات الأفلام العربية